# Маргарет Дюмон
Маргарет Дюмон (англ. Margaret Dumont, урождённая Дэйзи Джульетт Бейкер (англ. Daisy Juliette Baker); 20 октября 1882 — 6 марта 1965) — американская комедийная актриса, известная прежде всего своими совместными работами с братьями Маркс, вместе с которыми снялась в семи кинокомедиях. Граучо Маркс даже называл её «практически пятый брат Маркс», из-за их тесного, плодотворного и успешного сотрудничества.
До начала кинокарьеры Дюмон выступала на театральной сцене и принимала участие в водевилях. На протяжении 1910-х годов она почти не занималась актёрской карьерой, посвятив всё своё время мужу, миллионеру Джону Моллеру мл. После его неожиданной смерти в 1918 году актриса вернулась на Бродвей, а затем дебютировала на большом экране. Её сотрудничество с братьями Маркс началось на Бродвее в 1925 году, а затем продолжилось и в кино. Среди их совместных работ фильмы «Кокосовые орешки» (1929), «Воры и охотники» (1930), «Утиный суп» (1933), «Вечер в опере» (1935), «День на скачках» (1937), «В цирке» (1939) и «Большой магазин» (1941). Последний фильм с её участием, «Что за путь!», вышел на экраны в 1964 году, за год до смерти актрисы от сердечного приступа.